# 12個的季節～第4個春天～
《12個的季節～第4個春天～》是日本的創作歌手‧川嶋愛在2004年2月18日發售的第2張單曲。

## 概要
和前作《天使們的旋律／啟程的早晨》相隔約半年後發表。從本作開始製作轉移到日本索尼音樂。
為首次打入週間公信榜TOP10的作品，到現在2010年8月為止保有第1的銷售量。由於是在川嶋自高中畢業的那一年發售，封入了川嶋的畢業證書當作特典。主打歌的PV是在學校攝影的。
PV的導播為YUZURU TATEBE。

## 收錄曲
1. 12個的季節～第4個春天～
編曲：ieP
在這一年畢業的川嶋決意要發表畢業歌曲。這首歌在進行街頭演唱時是人氣最高的歌曲，歌迷的支持率也相當高，也是5th迷你專輯相信明天…的收錄曲《twelve seasons》（在迷你專輯精選《Café & Musique〜路上集3號〜》為《twelve seasons ～第4個春天～》）的歌詞改編曲。
也許是因為同曲的重製，在販賣網站常被記載為《12個的季節〜第4個春天〜twelve seasons（12個の季節〜4度目の春〜twelve seasons）》。
2. 抱歉（ごめん）
編曲：NAGASAWA
韓國電影《緣起不滅》的廣告歌曲、RKB每日放送音樂節目《チャートバスターズR!》》2004年1月份的片尾曲。
歌詞以男性的角度描寫失戀。
3. 朝向夢中（夢の中へ）
編曲：NAGASAWA
4. 變成雨（雨になる）
編曲：NAGASAWA